# 小行星63145
小行星63145（63145 Choemuseon）是一颗绕太阳运转的小行星，为主小行星带小行星。该小行星于2000年12月4日发现。
該小行星以韓國軍械工程師崔茂宣命名。

## 轨道参数
小行星63145的轨道半长轴为3.2011491 UA，离心率为0.149。